# إرنستهوفن
إرنستهوفن (بالألمانية: Ernsthofen) هي بلدة في منطقة أمستيتين في ولاية النمسا السفلى.